# 阪神特別
阪神特別（はんしんとくべつ）は、日本の日本中央競馬会が阪神競馬場の芝2000mで施行していた中央競馬の重賞競走である。

## 概要
1956年に5歳（現4歳）以上の混合のハンデキャップの重賞競走、阪神特別競走として創設、第1回は阪神競馬場の芝2000mで施行され、天皇賞（春）の前哨戦の1競走として位置付けされていた。
しかし1957年における中央競馬の番組改正により第1回競走のみで廃止、競走機能を同年に新設された大阪杯に引き継いだ。
出走資格は、4歳（現3歳）限定の中央競馬に所属の競走馬（外国産馬含む）。
負担重量は、ハンデキャップである。
1着賞金は当時の金額で60万円だった。

## 歴史
- 1956年 阪神競馬場の芝2000mの5歳（現4歳）以上の混合のハンデキャップの重賞競走、阪神特別として創設。
- 1957年 第1回競走を最後に廃止、大阪杯に競走機能を引き継ぐ。

### 歴代優勝馬
| 回数  | 施行日        | 競馬場 | 距離    | 優勝馬     | 性齢 | タイム   | 優勝騎手   | 管理調教師 | 馬主       |
| ----- | ------------- | ------ | ------- | ---------- | ---- | -------- | ---------- | ---------- | ---------- |
| 第1回 | 1956年3月21日 | 阪神   | 芝2000m | トキノオー | 牡4  | 2:05 2/5 | 柴田不二男 | 石門虎吉   | 京谷政治郎 |